# Ha Seok-jin
Ha Seok Jin (en hangul, 하석진; en hanja, 河錫辰; Seúl, 5 de marzo de 1982) es un actor e ingeniero surcoreano.

## Biografía
Se graduó de la Universidad de Hanyang con una licenciatura en ingeniería mecánica.
Es buen amigo del actor Kim Ji-seok y del cantante Park Kyung.
En el año 2023 ganó el reality de Netflix "El plan del diablo", en el cual el premio era la suma de 250.000.000 de wones. En dicho reality demostró la capacidad de elaborar estrategias velozmente y su ingenio y cautela al centrarse en las actividades, así fue como llegó a la final y luego ganó contra su rival Orbit.

## Carrera
Fue miembro de la agencia "Maroo Entertainment", hasta marzo del 2018.
Ha aparecido en sesiones fotográficas para "Cosmopolitan", entre otros...
El 4 de julio del 2018 se unió al elenco principal de la serie Your House Helper donde dio vida a Kim Ji-woon, un hombre de una prominente familia que termina trabajando como un ama de llaves, hasta el final de la serie el 29 de agosto del mismo año.
En diciembre del 2019 se unió como personaje especial en la serie Crash Landing on You donde da vida al soldado Ri Moo-hyuk, el hermano mayor de Ri Jung-hyuk (Hyun Bin), quien muere en un misterioso accidente.
El 19 de agosto del 2020 se unió al elenco principal de la serie When I Was the Most Beautiful, donde interpretó a Seo Jin, el hermano de Seo Hwan (Ji Soo) y un piloto de rally que no se detendrá ante nada para lograr lo que se proponga, hasta el final de la serie el 15 de octubre del mismo año.
En octubre del mismo año se confirmó que se había unido al elenco de la serie Jobless Three Meals donde dará vida a Kim Jae-ho, un hombre quien ha estado buscando trabajo durante dos años luego de cinco años de estudiar para los exámenes de servicio civil.
En 2023 formaría parte como participante del programa de Netflix 'El plan del diablo' donde doce concursantes compiten en pruebas de inteligencia, estrategia y memoria del cual saldría como ganador tras vencer a Orbit en la final.

## Filmografía

### Series de televisión
- 2005: Sad Love Story
- 2005: Princess Lulu
- 2006: Dr. Kkang
- 2006: Korea Secret Agency
- 2007: If in Love... Like Them
- 2007: Hello! Miss
- 2007: Drama City
- 2008: I am Happy
- 2009: What's for Dinner?
- 2010: The Great Merchant
- 2010: Once Upon a Time in Saengchori
- 2011: Can't Lose
- 2011: If Tomorrow Comes
- 2012: Standby
- 2012: Childless Comfort
- 2013: Shark
- 2013: Thrice Married Woman
- 2014: Legendary Witches
- 2015: D-Day
- 2016: Iron Lady
- 2016: Drinking Solo
- 2016: 1% of Anything
- 2017: Radiant Office
- 2018: A Poem a Day (cameo, ep. #11)
- 2018: Your House Helper[10]
- 2019: Crash Landing on You
- 2020: When I Was the Most Beautiful.[11]
- 2021: Monthly Magazine Home (aparición especial)[12]
- 2021: Jobless Three Meals - Kim Jae-ho.
- 2021: The Red Sleeve Cuff - (aparición especial)[13]
- 2022: Blind - Ryu Sung-hoon.[14]

### Películas
- 2006: See You After School
- 2006: Sexy Teacher
- 2007: Unstoppable Marriage
- 2008: Summer Whispers
- 2016: Like for Likes

### Programas de televisión
| Año                    | Programa                           | Notas                                                         |
| ---------------------- | ---------------------------------- | ------------------------------------------------------------- |
| 2014, 2015, 2020, 2021 | I Live Alone                       | (ep. #53, 70, 76, 92, 399) - apariciones (61, 365) - invitado |
| 2020                   | Knowing Brothers (Ask Us Anything) | invitado                                                      |
| 2019                   | Running Man                        | 2 episodios (ep. #446-447) - invitado                         |
| 2015 - presente        | Hot Brain: Problematic Men         | 183 episodios - miembro                                       |
| 2018                   | Radio Star                         | invitado                                                      |
| 2016                   | After The Show Ends                | miembro                                                       |
| 2010                   | The Fox's Butler                   | miembro                                                       |

### Apariciones en videos musicales
| Año  | Artista (Grupo)    | Canción                      | Notas |
| ---- | ------------------ | ---------------------------- | ----- |
| 2015 | Huh Gak            | "Along the Days"             |       |
| 2013 | Speed              | "It's Over"                  |       |
| 2013 | Speed              | "That's My Fault (슬픈약속)" |       |
| 2008 | SG Wannabe         | "I Miss You"                 |       |
| 2007 | SG Wannabe         | "Stay"                       |       |
| 2006 | SG Wannabe y SeeYa | "Because I Love You"         |       |
| 2005 | SG Wannabe         | "Sin and Punishment"         |       |
| 2005 | SG Wannabe         | "As We Live"                 |       |

## Premios y nominaciones
| Año  | Categoría                                          | Premio                   | Trabajo              | Resultado |
| ---- | -------------------------------------------------- | ------------------------ | -------------------- | --------- |
| 2017 | Top Excellence Award, Actor in Miniseries          | MBC Drama Award          | Radiant Office       | Nominado  |
| 2017 | Most Popular Actor (Television)                    | 53rd Baeksang Arts Award | Drinking Solo        | Nominado  |
| 2015 | Excellence Award, Actor in a Serial Drama          | 4th APAN Star Award      | Legendary Witches    | Nominado  |
| 2014 | Excellence Award, Actor in a Special Project Drama | MBC Drama Award          | Legendary Witches    | Nominado  |
| 2014 | Excellence Award, Actor in a Serial Drama          | SBS Drama Award          | Thrice Married Woman | Nominado  |
| 2008 | New Star Award                                     | SBS Drama Award          | I am Happy           | Ganó      |
| 2008 | Best New Actor (TV)                                | 44th Baeksang Arts Award | I am Happy           | Nominado  |